# Roberto Messina
Roberto Messina (Casablanca, 2 gennaio 1934 – Roma, 9 gennaio 2024) è stato un attore e stuntman italiano.

## Biografia
Prolifico caratterista, divenne noto al grande pubblico per aver interpretato, sotto la direzione di Bruno Corbucci, il "commissario Tozzi" nei primi quattro film della serie del "maresciallo Nico Giraldi" al fianco di Tomas Milian, dove venne sempre doppiato da Sergio Fiorentini. Fu attivo per un trentennio soprattutto nei filoni nostrani del cinema peplum, western e poliziesco. Partecipò con ruoli secondari a vari film affiancando la coppia Terence Hill-Bud Spencer. In qualche pellicola fu accreditato con pseudonimi dal sapore anglosassone: Bob Messenger, Red Buchanan, Robert Messenger, Roberto Messanger. Risulta meno fitta la sua attività di stuntman. Col fratello Emilio Messina lavorò per diverso tempo in una palestra a Roma. 
Morì a Roma il 9 gennaio 2024 all'età di 90 anni.

## Filmografia
- Sodoma e Gomorra, regia di Robert Aldrich (1961)
- Ursus e la ragazza tartara, regia di Remigio Del Grosso (1962)
- Maciste il gladiatore più forte del mondo, regia di Michele Lupo (1962)
- Ursus gladiatore ribelle, regia di Domenico Paolella (1963)
- I dieci gladiatori, regia di Gianfranco Parolini (1963)
- Maciste gladiatore di Sparta, regia di Mario Caiano (1964)
- I magnifici Brutos del West, regia di Marino Girolami (1964)
- Gli invincibili dieci gladiatori, regia di Nick Nostro (1964)
- Tre dollari di piombo, regia di Pino Mercanti (1964)
- Il boia scarlatto, regia di Massimo Pupillo (1965)
- La magnifica sfida, regia di Miguel Lluch (1965)
- Operazione poker, regia di Osvaldo Civirani (1965)
- Agente 070 - Thunderbay missione Grasshopper, regia di Burton van Hooven (1966)
- L'affare Beckett, regia di Osvaldo Civirani (1966)
- Un colpo da re, regia di Angelo Dorigo (1966)
- Bandidos, regia di Massimo Dallamano (1967)
- Il figlio di Django, regia di Osvaldo Civirani (1967)
- Il magnifico texano, regia di Luigi Capuano (1967)
- Strategic Command chiama Jo Walker, regia di Rudolf Zehetgruber e Gianfranco Parolini (1967)
- Spara, Gringo, spara, regia di Bruno Corbucci (1968)
- T'ammazzo!... Raccomandati a Dio, regia di Osvaldo Civirani (1968)
- Niente rose per OSS 117, regia di Renzo Cerrato e Jean Pierre Desagnat (1968)
- Carogne si nasce, regia di Alfonso Brescia (1968)
- Uno dopo l'altro, regia di Nick Nostro (1968)
- Una lunga fila di croci, regia di Sergio Garrone (1969)
- Sono Sartana, il vostro becchino, regia di Giuliano Carnimeo (1969)
- Wanted Sabata, regia di Roberto Mauri (1970)
- Le Mans - Scorciatoia per l'inferno, regia di Osvaldo Civirani (1970)
- La moglie nuova, regia di Michel Worms (1970)
- Il ritorno del gladiatore più forte del mondo, regia di Bitto Albertini (1971)
- Il diavolo a sette facce, regia di Osvaldo Civirani (1971)
- È tornato Sabata... hai chiuso un'altra volta!, regia di Gianfranco Parolini (1971)
- Gli fumavano le Colt... lo chiamavano Camposanto, regia di Giuliano Carnimeo (1971)
- ...continuavano a chiamarlo Trinità, regia di Enzo Barboni
- Arriva Durango... paga o muori, regia di Roberto Bianchi Montero (1972)
- Seminò morte... lo chiamavano il Castigo di Dio!, regia di Roberto Mauri (1972)
- Piazza pulita, regia di Luigi Vanzi (1972)
- ...e poi lo chiamarono il Magnifico, regia di Enzo Barboni (1972)
- Io monaca... per tre carogne e sette peccatrici, regia di Ernst von Theumer Junior (1972)
- Afyon - Oppio, regia di Ferdinando Baldi (1972)
- Anche gli angeli mangiano fagioli, regia di Enzo Barboni (1973)
- Piedone lo sbirro, regia di Steno (1973)
- Provaci anche tu Lionel, regia di Roberto Bianchi Montero (1973)
- Dagli archivi della polizia criminale, regia di Paolo Lombardo (1973)
- Ming, ragazzi!, regia di Antonio Margheriti (1973)
- Colpo in canna, regia di Fernando Di Leo (1974)
- Quelli che contano, regia di Andrea Bianchi (1974)
- Le amanti del mostro, regia di Sergio Garrone (1974)
- Arrivano Joe e Margherito, regia di Giuseppe Colizzi (1974)
- ...altrimenti ci arrabbiamo!, regia di Marcello Fondato (1974)
- La rivolta delle gladiatrici, regia di Steve Carver (1974)
- L'esorciccio, regia di Ciccio Ingrassia (1975)
- Carambola, filotto... tutti in buca, regia di Ferdinando Baldi (1975)
- Simone e Matteo - Un gioco da ragazzi, regia di Giuliano Carnimeo (1975)
- Noi non siamo angeli, regia di Gianfranco Parolini (1975)
- Squadra antifurto, regia di Bruno Corbucci (1976)
- Squadra antiscippo, regia di Bruno Corbucci (1976)
- Quelli della calibro 38, regia di Massimo Dallamano (1976)
- Dimensione giganti (titolo originale Cuibul salamandrelor), regia di Mircea Drăgan (1977)
- I due superpiedi quasi piatti, regia di Enzo Barboni (1977)
- La malavita attacca... la polizia risponde!, regia di Mario Caiano (1977)
- Squadra antitruffa, regia di Bruno Corbucci (1977)
- Il figlio dello sceicco, regia di Bruno Corbucci (1977)
- La polizia è sconfitta, regia di Domenico Paolella (1977)
- Squadra antimafia, regia di Bruno Corbucci (1978)
- Il commissario di ferro, regia di Stelvio Massi (1978)
- Un poliziotto scomodo, regia di Stelvio Massi (1978)
- Non sparate sui bambini, regia di Gianni Crea (1978)
- Sette uomini d'oro nello spazio, regia di Alfonso Brescia (1979)
- Popeye - Braccio di Ferro, regia di Robert Altman (1980)
- Chi trova un amico trova un tesoro, regia di Sergio Corbucci (1981)
- Cane e gatto, regia di Bruno Corbucci (1983)
- Bersaglio sull'autostrada, regia di Marius Mattei (1988)
- Out of Control, regia di Ovidio G. Assonitis (1992)